# Город астероидов
«Город астероидов» (англ. Asteroid City) — американский комедийно-драматический романтический фильм режиссёра, сценариста и продюсера Уэса Андерсона, по рассказу, который он написал вместе с Романом Копполой. Главные роли в нём сыграли Джейсон Шварцман, Скарлетт Йоханссон, Том Хэнкс, Джеффри Райт, Тильда Суинтон, Брайан Крэнстон, Эдвард Нортон, Эдриен Броуди. Его метатекстовый сюжет одновременно изображает события съезда юных астрономов в ретрофутуристической версии 1955 года, поставленной как пьеса, и создание этой пьесы. 
Премьера фильма состоялась 23 мая 2023 года на 76-м Каннском кинофестивале, в рамках основной программы. В июне того же года картина вышла в прокат. Она собрала более 50 миллионов долларов по всему миру и получила в целом положительные отзывы.

## Сюжет
Действие происходит в ретрофутуристической версии 1950-х годов. Ведущий (Брайан Крэнстон) представляет телевизионную постановку «Город астероидов», которая происходит в вымышленном мире, пьесу знаменитого драматурга Конрада Эрпа (Эдвард Нортон). В пьесе в вымышленном пустынном городе Астероид-Сити проходит съезд юных астрономов. События спектакля изображены в широкоэкранном и цветном формате, а телевизионный выпуск о спектакле — в чёрно-белом классическом формате.
В пьесе военный фотожурналист Оги Стинбек прибывает на съезд юных астрономов вместе с Вудроу, своим интеллектуальным сыном-подростком, и тремя дочерьми. Когда их машина ломается, Оги звонит своему тестю Стэнли и просит его о помощи. Тот уговаривает зятя рассказать детям о смерти их матери, которую Оги скрывает. Оги и Вудроу знакомятся с известной актрисой Мидж Кэмпбелл и её дочерью Диной, которая, как и Вудроу, приглашена на съезд. Оги и Мидж, а также Вудроу и Дина постепенно влюбляются друг в друга на протяжении всей пьесы. Прибывают другие участники конвенции: пятизвёздочный генерал Гриф Гибсон, астроном доктор Хикенлупер, трое лауреатов-подростков (Рики, Клиффорд и Шелли) и их родители (Джей-Джей, Роджер и Сэнди), ученики начальной школы в сопровождении молодой учительницы Джун Дуглас и ковбойская группа под руководством вокалиста Монтаны. Все поселяются в местном отеле.
Генерал Гибсон приветствует собравшихся у кратера Астероид-Сити, где подросткам предстоит получить награды за разные изобретения. Внезапно появляется НЛО, из которого выходит инопланетянин и крадёт осколок метеорита, образовавшего кратер. Оги фотографирует инопланетянина. Президент и генерал Гибсон приказывают закрыть город на военный карантин, всех подвергают медицинскому и психиатрическому освидетельствованию. Тем временем Монтана и Джун, между которыми развивается роман, уверяют школьников, что инопланетянин скорее всего мирный. Лауреаты премии юных астрономов используют оборудование доктора Хикенлупер, чтобы попытаться связаться с инопланетянином. Рики звонит в свою школьную газету и рассказывает о том, что происходит в Астероид-Сити. Информация попадает в национальные новости. Снова появляется НЛО, инопланетянин возвращает осколок метеорита. Когда Гибсон продлевает карантин, дети, учёные и родители восстают, используя изобретения лауреатов, чтобы победить военных.
Параллельно развивается сюжетная линия, связанная с созданием пьесы. Конрад Эрп даёт роль Оги Стинбека актёру Джонсу Холлу. Он пишет пьесу с помощью местной актёрской школы и набирает из неё большинство актёров, в том числе Мерседес Форд — темпераментную и талантливую актрису, которая играет Мидж Кэмпбелл. Холл спорит с режиссёром постановки Шубертом Грином, говоря, что он «всё ещё не понимает пьесу», и спрашивает Грина, «правильно ли он поступает». Грин просит Холла продолжать играть так же, несмотря на его неуверенность. Куря на балконе, Холл сталкивается с актрисой, которая должна была сыграть жену Оги до того, как её единственная сцена была вырезана, и она читает ему удалённый текст.
Через шесть месяцев после выхода пьесы Конрад Эрп погибает в автокатастрофе. В эпилоге пьесы Оги и его семья последними покидают Астероид-Сити после того, как генерал Гибсон снимает карантин. Дочери Оги хоронят прах своей матери в пустыне, Вудроу получает стипендию, а Мидж оставляет Оги свой почтовый адрес. Герои тихо уезжают из городка.

## В ролях
- Джейсон Шварцман[7] — Оги Стинбек, военный фотожурналист, отец Вудроу. Он же исполняет роль Джонса Холла, актёра, играющего Стинбека.
- Скарлетт Йоханссон[8] — Мидж Кэмпбелл, актриса, мать Дины, и Мерседес Форд, актриса, играющая Кэмпбелл.
- Том Хэнкс[9] — Стэнли Зак, тесть Оги.
- Джеффри Райт[10] — генерал Гибсон, ведущий съезда юных астрономов
- Тильда Суинтон[11] — доктор Хикенлупер, учёный местной обсерватории.
- Брайан Крэнстон[10] — ведущий телевизионного выпуска о пьесе.
- Эдвард Нортон[12] — Конрад Эрп, драматург.
- Эдриен Броуди[13] — Шуберт Грин, режиссёр пьесы.
- Лев Шрайбер[10] — Джей-Джей Келлогг.
- Хоуп Дэвис[10] — Сэнди Борден.
- Стив Пак[14] — Роджер Чо.
- Руперт Френд[7] — Монтана.
- Майя Хоук[15] — Джун Дуглас.
- Стив Карелл[12] — менеджер мотеля.
- Мэтт Диллон[16] — механик.
- Хонг Чау[12] — Полли, жена Шуберта.
- Уиллем Дефо[12] — Зальцбург Кейтель.
- Марго Робби[17] — покойная жена Стинбека, дочь Зака. Она же исполняет роль актрисы, играющей жену Стинбека.
- Тони Револори[18] — адъютант генерала Гибсона.
- Джейк Райан[19] — Вудроу, победитель премии съезда юных астрономов.
- Грейс Эдвардс[12] — Дина, лауреат премии съезда юных астрономов.
- Аристу Миэн[12] — Клиффорд, лауреат премии съезда юных астрономов.
- София Лиллис[20] — Шелли, лауреат премии съезда юных астрономов.
- Итан Джош Ли[12][21] — Рики, лауреат премии съезда юных астрономов.
- Джефф Голдблюм[10] — инопланетянин.
- Ким Кёкелейре[22] — кукловод, управляющий инопланетянином.
- Фишер Стивенс[23] — детектив.
- Рита Уилсон[12] — миссис Уэзерфорд.
- Джарвис Кокер[24] — ковбой.
- Боб Балабан[25] — жаворонок.
- Сеу Жоржи[26] — ковбой.

## Создание и релиз
Впервые о работе Уэса Андерсона над очередной картиной (следующей после «Французского вестника») стало известно в сентябре 2020 года. Андерсон играет в этом проекте роль режиссёра, сценариста и продюсера. К февралю 2021 года переговоры об участии в проекте велись с Майклом Сера и Джеффом Голдблюмом. В июне 2021 года роль в фильме получила Тильда Суинтон, в июле к касту присоединились Билл Мюррей, Эдриен Броуди и Том Хэнкс, в августе — Марго Робби, Руперт Френд, Джейсон Шварцман, Скарлетт Йоханссон, Брайан Крэнстон, Хоуп Дэвис, Джеффри Райт и Лев Шрайбер.
Съёмки, изначально запланированные в Риме, начались в Испании в августе 2021 года и должны были завершиться в октябре. Известно, что для съемок в городе Чинчон построили декорации, напоминающие мир вестернов, — в частности, железнодорожную станцию. Музыку к фильму написал Александр Деспла. Дистрибьютором стала компания Focus Features. Билл Мюррей не смог сыграть в фильме, так как заразился COVID-19 накануне съёмок своих сцен.
Премьерный показ фильма состоялся в мае 2023 года на Каннском кинофестивале. Картина участвовала в основной программе фестиваля. 16 июня она вышла в ограниченный прокат, 23 июня — в широкий прокат.

## Оценки
Фильм получил преимущественно положительные отзывы в прессе. По данным агрегатора Rotten Tomatoes, 
73  % из 283 обзоров были положительными, со средней оценкой 7 из 10. Сайт обобщает мнения критиков так: «Город астероидов» вряд ли привлечёт к творчеству Андерсона новых поклонников, зато его преданные зрители останутся довольны».
Питер Брэдшоу из The Guardian назвал фильм «ужасно интересным и слегка утончённым», положительно отметив его стилистику. По словам Настасьи Горбачевской (Film.ru), оценившей «Город астероидов» на 8 баллов из 10, «Уэс Андерсон снял непривычную для себя картину, но не настолько, чтобы вернуть симпатию тех, кто лояльность к режиссёрскому почерку утратил». По мнению Анны Стрельчук («Афиша Daily»), внутри творчества Андерсона «Город астероидов» «смотрится очень вторично», его стоит смотреть либо «отъявленным фанатам» этого режиссёра, либо «тем, кто никогда не видел его фильмов».
Джон Ньюджент из Empire высоко оценил уникальный визуальный и повествовательный стиль фильма. По его мнению, Андерсон «остаётся самым потрясающим мастером стиля в кино», а «строгость и детализация каждого кадра как никогда хороши». Бильге Эбири (Vulture) констатировал, что «Город астероидов» снят в абсолютно той же манере, что и предыдущие картины режиссёра. Энтони Лейн (The New Yorker) отметил игру Йоханссон, которая, по его словам, «ломает упорядоченную поверхность фильма», и заявил: «Даже если вы рассматриваете фильм как коробку с трюками, вы должны восхищаться смелостью, с которой Йоханссон в роли Мидж копается в этой коробке и выдёргивает обрывки хладнокровно-мучительного остроумия. Более ловко, чем кто-либо другой, она перемещается между реальным и воображаемым». Адам Маллинс-Хатиб из The Chicago Reader назвал фильм «настоящим достижением одного из самых уникальных кинематографических голосов Америки».
Звучали и более критические отзывы. Николас Барбер (BBC) написал, что Андерсон «не позволяет зрителю останавливаться на каком-либо конкретном сюжете». Оуэн Глейберман из Variety счёл, что «Город астероидов» похож на «суетливую, перегруженную деталями, повествовательно безумную, но в то же время очень тонкую смесь», предназначенную «только для твердолобых Андерсонов, которых, возможно, не так много». Мэри Кокс из The Alton Telegraph раскритиковала сценарий и сюжет в целом: по её словам, она видела на премьере людей, которые задремали, потому что им было скучно. По мнению Стефани Захарек из Time, «Город астероидов» — это «то, что происходит, когда мир чудес и фантазий режиссера превращается в тюрьму».
Диана Абу Юсеф (журнал «Сеанс») написала в своей рецензии, что «чуткие, ироничные и уязвимые персонажи» «Города астероидов» «дают зрителю нечто большее, чем очередной яркий фильм, который скоро разнесут на тиктоки. Перед нами тонкая трагикомедия о мире, который уже не спасти». Сцена с мороженым, по её мнению, «выглядит эротичнее „Девяти с половиной недель“ и „Рокового искушения“».
По итогам 2023 года многие издания включили «Город астероидов» в свои списки лучших фильмов, в том числе BBC, Collider, IndieWire, The New Yorker, Vulture, «Кинопоиск», «Мир фантастики», а также Британский институт кино. При этом критик Variety Оуэн Глайберман, напротив, включил его в число худших фильмов года.

## Награды и номинации
| Премия                 | Категория                            | Номинант        | Результат |
| ---------------------- | ------------------------------------ | --------------- | --------- |
| «Выбор критиков»       | Лучшая работа художника-постановщика | Адам Штокхаузен | Номинация |
| Каннский кинофестиваль | Золотая пальмовая ветвь              | Уэс Андерсон    | Номинация |